# Jun’ya Yamashiro
Jun’ya Yamashiro (japanisch 山城 純也 Yamashiro Jun’ya; * 19. Juni 1985 in der Präfektur Kyoto) ist ein ehemaliger japanischer Fußballspieler.

## Karriere
Yamashiro erlernte das Fußballspielen in der Jugendmannschaft von Cerezo Osaka. Seinen ersten Vertrag unterschrieb er 2004 bei den Cerezo Osaka. Der Verein spielte in der höchsten Liga des Landes, der J1 League. 2006 wechselte er zum Zweitligisten Sagan Tosu. Für den Verein absolvierte er 97 Ligaspiele. 2009 wechselte er zum Drittligisten V-Varen Nagasaki. Für den Verein absolvierte er 98 Ligaspiele. 2013 wechselte er zum Ligakonkurrenten Zweigen Kanazawa. Für den Verein absolvierte er 22 Ligaspiele. Danach spielte er bei den Japan Soccer College und Fukui United FC. Ende 2019 beendete er seine Karriere als Fußballspieler.